# Alessandro Cinuzzi
Alessandro Cinuzzi (también Alejandro Senensis), (Siena, 19 de abril de 1458 - ?, 8 o 9 de enero de 1474) sirvió como paje en casa de Girolamo Riario, hermano menor del cardenal Pietro Riario y sobrino del papa Sixto IV.  
Cinuzzi murió de unas fiebres persistentes.  Un pequeño grupo de amigos lloró la muerte del joven. Este lamento por el «más hermosos de los jóvenes» («formosissimus puer») se hizo literario con la impresión de un incunable con 32 páginas de poemas, Epigrammata poetarum multorum Alexandri pueri Senensis. 
Además, el medallista Lysippus el Joven realizó una medalla en su honor. En el anverso hay un retrato del joven con una inscripción: Alexander etruscus adolescentiae princeps. En el reverso, un cupido alado y un ganso a punto de volar cabalgan sobre un pegaso, todo ello rodeado de la inscripción Hermes Flavius Apollini suo consecravit.

## Ediciones
- Epigrammata poetarum multorum Alexandri pueri Senensis. Apud Sanctum Marcum (Vitus Puecher) (en latín). Roma. sin fecha  – via Bayerische StaatsBibliothek.
- Wesche, Markus, ed. (2009). Formosissimus Puer: Gedichte auf den Tod des Pagen Alessandro Cinuzzi, 1474 (en alemán). Hamburg: Männerschwarm-Verlag. ISBN 978-3-939542-50-6.